# May-Éliane de Lencquesaing
Pour les articles homonymes, voir Lencquesaing.
May-Éliane de Lencquesaing, née Marie Marguerite Eliane Miailhe le 17 mai 1925 à Bordeaux, est une viticultrice française. Elle est, pendant plus de 30 ans, la propriétaire et la directrice du domaine viticole de Pauillac Château Pichon Longueville Comtesse de Lalande,.
Elle épouse en 1948 le capitaine Henri de Lencquesaing, avec qui elle a quatre enfants.
Après un partage du patrimoine familial en 1978, à la suite d'un heureux tirage au sort, May-Éliane hérite de parts du domaine et fait l'acquisition du reste. Au fil des ans, elle démontre ses compétences à la tête du Pichon Comtesse et est nommée comme ambassadrice des vins de Bordeaux,. En 1994, elle est élue "Femme de l'année" par la revue anglaise Decanter spécialisée dans les vins.
Elle crée en 2003 le domaine Glenelly en Afrique du Sud, sur une propriété fruitière. Toujours géré par sa fondatrice, ce viticole phare compte 120 employés en 2022.
En 2007, elle décide de transmettre son vignoble à la Maison de Champagne Louis Roederer,. Elle est élevée au rang d'officier de la Légion d’Honneur en 2011.
Elle vit à Blonay, dans le canton de Vaud, en Suisse, depuis la vente de son domaine bordelais.

## Distinctions
- Officière de la Légion d'honneur par décret du 22 avril 2011[9].
- Chevalière de la Légion d'honneur par décret du 12 juillet 1996[10].

## Publications
- Avec David Haziot, Château Pichon-Longueville, comtesse de Lalande: la passion du vin, La Martinière, 2007 (ISBN 978-2-7324-3489-6, OCLC 471006493).
- Avec Pierre Chaveau, "Vivant, je suis!", dit le vin: conte pour grandes personnes : la belle histoire du vin de la barrique au verre, Art & arts éd., 2002 (ISBN 978-2-911059-18-6, OCLC 470270466).
- Les vendanges d'un destin : de Bordeaux à l'Afrique du Sud, Tallandier, 25 août 2022 (ISBN 979-10-210-3956-8).